# Slatina (Suceava)
Pour les articles homonymes, voir Slatina.
Slatina est une commune du județ de Suceava en Roumanie.